# Autoportrait (van Dyck, Munich)
Pour les articles homonymes, voir Autoportrait (homonymie).
Autour de 1620, Antoine van Dyck a peint trois autoportraits, un conservé à New York, un autre à Saint-Pétersbourg et un troisième à Munich.

## Description
Dans cet autoportrait (Alte Pinakothek, Munich), van Dyck se dépeint calme et encore une fois sûr de lui. Il porte un habit de soie noire et une chaîne d'or, peut-être une certaine reconnaissance artistique, et regarde l'observateur droit dans les yeux.